# Louis Fouché (Speerwerfer)
Louis Fouché (* 21. März 1970) ist ein ehemaliger südafrikanischer Speerwerfer.
1993 gewann er Bronze bei den Afrikameisterschaften in Durban und Gold bei der Universiade. Im Jahr darauf wurde er Fünfter bei den Commonwealth Games in Victoria. 1995 holte er Bronze bei den Panafrikanischen Spielen in Harare, 1996 Silber bei den Afrikameisterschaften in Yaoundé.
1994 und 1996 wurde er Südafrikanischer Meister. Seine persönliche Bestleistung von 79,64 m stellte er am 18. Juli 1993 in Buffalo auf.